# Kabinet-Davis
Het kabinet–Davis was de uitvoerende macht van de Geconfedereerde Staten van Amerika van 18 februari 1861 tot 10 mei 1865. Voormalig senator voor Mississippi Jefferson Davis van de Democratische Partij werd benoemd als de eerste en enige president van de Geconfedereerde Staten van Amerika door het voorlopig Congres van de Geconfedereerde Staten. Het kabinet regeerde tijdens de gehele Amerikaanse Burgeroorlog, na het einde van de Burgeroorlog werd het kabinet ontbonden op 10 mei 1865.
| Nr.   | Functie                                                 | Ambtsbekleder                   | Ambtsbekleder                                   | Ambtstermijn      | Ambtstermijn      | Partij |
| ----- | ------------------------------------------------------- | ------------------------------- | ----------------------------------------------- | ----------------- | ----------------- | ------ |
| 1     | President van de Geconfedereerde Staten van Amerika     | Jefferson Davis                 | Jefferson Davis (1808–1889)                     | 18 februari 1861  | 5 mei 1865        | D      |
| 1     | Vicepresident van de Geconfedereerde Staten van Amerika | Alexander Stephens              | Alexander Stephens (1812–1883)                  | 18 februari 1861  | 10 mei 1865       | D      |
| Nr.   | Functie                                                 | Ambtsbekleder                   | Ambtsbekleder                                   | Ambtstermijn      | Ambtstermijn      | Partij |
| 1     | Minister van Buitenlandse Zaken                         | Robert Toombs                   | Robert Toombs (1810–1885)                       | 25 februari 1861  | 25 juli 1861      | D      |
| 2     | Minister van Buitenlandse Zaken                         | Robert Mercer Taliaferro Hunter | Robert Mercer Taliaferro Hunter (1809–1887)     | 25 juli 1861      | 18 februari 1862  | D      |
| [ 3 ] | Minister van Buitenlandse Zaken                         | William Browne                  | William Browne (1823–1883)                      | 18 februari 1862  | 18 maart 1862     | D      |
| 3     | Minister van Buitenlandse Zaken                         | Judah Benjamin                  | Judah Benjamin (1811–1884)                      | 18 maart 1862     | 10 mei 1885       | D      |
| 1     | Minister van Financiën                                  | Christopher Memminger           | Christopher Memminger (1803–1888)               | 25 februari 1861  | 18 juli 1864      | D      |
| 2     | Minister van Financiën                                  | George Trenholm                 | George Trenholm (1807–1876)                     | 18 juli 1864      | 27 april 1865     | D      |
| [ 3 ] | Minister van Financiën                                  | John Reagan                     | John Reagan (1815–1905)                         | 27 april 1865     | 10 mei 1885       | D      |
| 1     | Minister van Oorlog                                     | LeRoy Pope Walker               | Brigadier General LeRoy Pope Walker (1817–1884) | 25 februari 1861  | 16 september 1861 | D      |
| 2     | Minister van Oorlog                                     | Judah Benjamin                  | Judah Benjamin (1811–1884)                      | 16 september 1861 | 24 maart 1862     | D      |
| 3     | Minister van Oorlog                                     | George Randolph                 | George Randolph (1818–1867)                     | 24 maart 1862     | 15 november 1862  | D      |
| 4     | Minister van Oorlog                                     | James Seddon                    | James Seddon (1815–1880)                        | 15 november 1862  | 5 februari 1865   | D      |
| 5     | Minister van Oorlog                                     | John Breckinridge               | Major General John Breckinridge (1821–1875)     | 5 februari 1865   | 10 mei 1865       | D      |
| 1     | Minister van de Marine                                  | Stephen Mallory                 | Stephen Mallory (1812–1873)                     | 4 maart 1861      | 2 mei 1885        | D      |
| 1     | Minister van Justitie                                   | Judah Benjamin                  | Judah Benjamin (1811–1884)                      | 25 februari 1861  | 16 september 1861 | D      |
| [ 3 ] | Minister van Justitie                                   |                                 | Wade Keyes (1821–1879)                          | 16 september 1861 | 21 november 1861  | D      |
| 2     | Minister van Justitie                                   | Thomas Bragg                    | Thomas Bragg (1810–1872)                        | 21 november 1861  | 18 maart 1862     | D      |
| 3     | Minister van Justitie                                   | Thomas Watts                    | Thomas Watts (1819–1892)                        | 18 maart 1862     | 1 oktober 1863    | D      |
| [ 3 ] | Minister van Justitie                                   |                                 | Wade Keyes (1821–1879)                          | 1 oktober 1863    | 1 januari 1864    | D      |
| 4     | Minister van Justitie                                   | George Davis                    | George Davis (1820–1896)                        | 1 januari 1864    | 10 mei 1865       | D      |
| 1     | Minister van Posterijen                                 | John Reagan                     | John Reagan (1815–1905)                         | 4 maart 1865      | 10 mei 1885       | D      |
| 1     | General in Chief of the Armies                          | Robert E. Lee                   | General Robert E. Lee (1807–1870)               | 31 januari 1865   | 10 mei 1885       |        |